# Fernand Boudens
Fernand Boudens (Brugge, 20 december 1920 - 4 september 2017) was een Belgisch kunstschilder, sierkunstenaar en graficus en behoorde tot de zogenaamde Brugse school.

## Levensloop
Fernand Boudens behoorde tot een artistieke familie. Hij kreeg zijn opleiding aan het Sint-Lucasinstituut in Gent
Hij ontwikkelde zijn beroepsactiviteiten in de publiciteit en het toneeldecor. Samen met Albert Setola verzorgde hij de decors in de Korrekelder.
Hij had een ruim aandeel in de vernieuwing van de Heilig Bloedprocessie in 1958. In 1962 ontwierp hij de affiche voor het Heilig Bloedspel.
Als leraar aan de Brugse kunstacademie vormde hij talrijke leerlingen in de sierkunsten.